# Distrikt Trujillo
Der Distrikt Trujillo liegt in der Provinz Trujillo in der Region La Libertad in West-Peru.
Der Distrikt wurde am 31. Januar 1822 gegründet. Der 39,36 km² große Distrikt hatte beim Zensus 2017 314.939 Einwohner. Im Jahr 1993 lag die Einwohnerzahl bei 247.028, im Jahr 2007 bei 294.899. Der Distrikt ist fast deckungsgleich mit der Regionshauptstadt Trujillo.

## Geographische Lage
Der Distrikt Trujillo liegt in der Küstenebene im Nordwesten von Peru. Er reicht bis zu zwei Kilometer an die Pazifikküste heran. Er hat eine maximale Längsausdehnung in WNW-OSO-Richtung von etwa 9,4 km. Entlang der südöstlichen Distriktgrenze fließt der Río Moche. Im Südwesten grenzt der Distrikt Trujillo an den Distrikt Víctor Larco Herrera, im Westen an den Distrikt Huanchaco, im Nordwesten an den Distrikt La Esperanza, im Norden an den Distrikt Florencia de Mora, im Nordosten an den Distrikt El Porvenir, im Osten an den Distrikt Laredo sowie im Südosten an den Distrikt Moche.